# Estela Telerman
Estela Telerman (Buenos Aires, 23 de agosto de 1947) es una pianista argentina, profesora universitaria y difusora de la música argentina. Profundizó en la música clásica y en autores poco conocidos. Creadora del Trío Sine Nomine y el Grupo Drangosch, ha estrenado música de compositores argentinos. En Argentina estrenó el Concierto en la menor de Clara Schumann, el Concierto N° 3 de Franz Liszt y el Ciclo Kosegarten de Franz Schubert.

## Biografía
Estela Telerman nació en el barrio de Villa Luro de la ciudad de Buenos Aires el 23 de agosto de 1947. En su casa siempre se escuchaba música. Su abuela se había recibido en un conservatorio, su madre estudió también piano, y su padre, violín. Desde chica la llevaban a conciertos, y a los 8 años comenzó a estudiar piano con una profesora particular.

## Estudios
Realizó estudios pianísticos con Ana Litowsky-Grünwald, Ruwin Erlich, Ana Tosi de Gelber y Dora Castro. En Nueva York estudió la obra de Johann Sebastian Bach con Rosalyn Tureck.
Su formación incluye varios títulos académicos en letras y traductorado de inglés, así como estudios en el conservatorio municipal: Licenciada en Letras por la Facultad de Filosofía y Letras de la UBA (Universidad Nacional de Buenos Aires), Argentina 1971; estudios en el Conservatorio Superior de Música Manuel de Falla, Buenos Aires; Associate in Arts por la Palomar College, California, EE. UU., 1968; Traductora Pública de Inglés por la Universidad Nacional de Córdoba, Argentina, 1975.

## Actividad docente
Telerman fue docente en la Facultad de Filosofía y Letras de la Universidad de Buenos Aires, así como en la carrera de Musicoterapia de la Facultad de Psicología de la Universidad de Buenos Aires.
Realizó actividades docentes y de gestión cultural en el Departamento de Artes Musicales (DaMus) de la UNA (Universidad Nacional de las Artes), Buenos Aires. Dictó clases en el Conservatorio "Beethoven".
Ha dictado clases magistrales especialmente dedicadas a la interpretación de la música argentina para piano y de cámara en Argentina, Paraguay, Ecuador, Estados Unidos y Noruega.

## Actividad concertística
Actúa regularmente en Buenos Aires y en provincias de Argentina en calidad de solista con orquesta y en recitales de cámara. Ha sido dirigida por los maestros Mario Majnaric, Juan Protasi, Adela Marshall, Carlos Calleja, Emir Saul, Luis Gorelik, Alberto Merenzon, Claude Villaret, Juan Rodríguez, Mario Benzecry, Miguel Ángel Gilardi y Ricardo Sbrocco.  
Integró el Trío Sine Nomine, incursionando en la literatura especialmente escrita para clarinete, chelo y piano. Con el tenor José Luis Sarré ha realizado numerosos conciertos destinados a difundir la canción de cámara argentina, además de haber presentado ciclos de lieder. Con el pianista Guillermo Carro se presentó en recitales de piano a cuatro manos y a dos pianos.  
Con la clarinetista Amalia Del Giudice se ha presentado en recitales en Buenos Aires y en provincias argentinas; durante 2013 realizaron una gira de conciertos de música de cámara por Roma, Castelnuovo del Garda y Faenza participando del Festival Fiato al Brasile.
Realizó giras de recitales y conferencias ilustradas sobre música argentina con los auspicios de la Cancillería Argentina en salas y en universidades de Nueva Zelanda, Uruguay, Paraguay, EE. UU., Canadá, Perú, Ecuador, Colombia, Costa Rica, Francia, Italia, Holanda, España, Noruega, Holanda e Israel. 

## Difusión de compositores argentinos
En 1999 creó el Grupo Drangosch para la preservación, difusión y edición de la música argentina con los cuales ha grabado obras de compositores argentinos injustamente relegadas. El grupo en honor a Ernesto Drangosch nació en el marco del Departamento de Artes Musicales y Sonoras Carlos López Buchardo del Instituto Universitario Nacional de Arte (IUNA). Luego, en 2000, se conformó argentmusica, asociación civil sin fines de lucro integrada por músicos profesionales, con el objetivo de recuperar el material de los archivos y bibliotecas, revisarlo y editarlo en algunos casos, para luego difundirlo en recitales y registrarlo en grabaciones. Telerman fue una de sus fundadoras.
Estela Telerman ha presentado su investigación acerca de Los Compositores Académicos Argentinos y el Tango en conciertos comentados en EE. UU. (Universidad de Columbia, Universidad de California, Universidad de Kansas), en Canadá (Universidad de Ottawa, York College [Toronto], Vanier College [Montreal]), en Inglaterra (Saint James’s Piccadilly, Universidad de Oxford, Schott's), Holanda (Waanderburg Kasteel).
Grabó música argentina para piano en la Radio Nacional de España y en la Televisión Italiana. 
Presentó ponencias sobre música argentina y sobre música y cine en diversos congresos en Argentina, EE. UU., Europa y Medio Oriente. Ha sido entrevistada en el programa radial francés Un puente sobre el Océano, de Radio Grand Paris. Conduce Los Especiales de Después del concierto: Personajes en Letra, Imagen y Sonido” por Radio Nacional Clásica. 

## Premios
Obtuvo el Premio "Juan Carlos Paz" de interpretación de música contemporánea. 
Ha sido miembro del Jurado en concursos en Souzhou (China), Washington (Estados Unidos), Cuenca (Ecuador) y en diversas universidades e instituciones de Argentina.

## Estrenos
Ha estrenado en Argentina el Concierto en la menor de Clara Schumann, el Concierto N° 3 de Franz Liszt y el Ciclo Kosegarten de Franz Schubert.
Estrenó muchas obras para piano y de música de cámara de compositores argentinos (varias de las cuales le fueron dedicadas) para la Asociación Argentina de Compositores, Compositores Unidos de Argentina (CUDA), Foro Argentino de Compositoras y otras organizaciones musicales.